# Манфред Ребіндер
Манфред Ребіндер (нім. Manfred Rehbinder) — німецький правознавець, народився 22 березня 1935 року у Берліні.

## Біографія
Ріс у Данцигу та Ганновері, з 1955 року вивчав право у Вільному університеті Берліна, який закінчив 1959 року. Відразу запрацював асистентом на кафедрі Ернста Едуарда Гірша (німецький юрист та соціолог права) на юридичному факультеті цього ж університету, де також розпочав вивчення соціології, яке пізніше закінчив у іншому освітньому закладі — Кельнському університеті.
1961 року здобув науковий ступінь доктора права (промоція) у Вільному університеті Берліна. Наступного року отримав диплом з порівняльного права Міжнародного факультету порівняльного права (Diplôme de Droit Comparé de Faculté Internationale de Droit Comparé) у Люксембургу.
1964 року склав Великий державний юридичний екзамен в Берліні. Габілітувався 1968 року у Вільному університеті Берліна і набув права викладати у вищій школі (venia legendi) для майбутніх спеціалістів з соціології права, господарського права і трудового права.
У 1969—1973 роках Манфред Ребіндер діяв як гостьовий доцент в університетах Фрайбурга, Анкари, Кіото та керівник дослідницького відділу і професор Білефельдського університету. З 1972 по 2002 роки Манфред Ребіндер — ординарний професор Цюрихського університету — викладав трудове право, авторське право, медіа-право та соціологію права. Після відставки з посади у 2002 році Манфред Ребіндер здійснює дослідницьку діяльність на посаді наукового директора Європейського Інституту юридичної психології (Цюрих).
З 1962 року професор Манфред Ребіндер — автор великої кількості праць про життя та діяльність засновника соціології права, видатного професора Чернівецького університету Євгена Ерліха.
27 березня 2017 року рішенням Вченої ради Чернівецького національного університету ім. Юрія Федьковича професору Манфреду Ребіндеру присвоєно звання почесного доктора університету.

## Праці
- Die öffentliche Aufgabe und rechtliche Verantwortlichkeit der Presse. Ein Beitrag zur Lehre von der Wahrnehmung berechtigter Interessen, Berlin 1962, zugl. Diss., FU Berlin.
- Urheberrecht. Ein Studienbuch, 16. Aufl., München 2010. ISBN 978-3-406-59768-8
- Rechtssoziologie, 8. Aufl., München 2014. ISBN 978-3-406-66846-3

## Праці про Манфреда Ребіндера
- РЕБІНДЕРУ МАНФРЕДУ — 70 РОКІВ [Архівовано 22 лютого 2017 у Wayback Machine.]